# Zandwerf
Zandwerf of Zandwerfsterpolder is een voormalig waterschap in de provincie Groningen.
Het waterschap lag ter weerszijden van Hellum. De noordgrens lag bij de oever van het Schildmeer, de oostgrens zo'n 550 m oostelijk van de Kappershuttenweg en de Veenweg, de zuidgrens lag bij het Siepkanaal en de westgrens lag zo'n 500 m westelijk van de Veenweg en de Kappershuttenweg. 
Het poldercontract dateert van 1792. De eerste poldermolen werd in 1793 halverwege de Hellumer Schipsloot gebouwd. In 1817 werd hij verplaatst naar een nieuwe locatie nabij het Schildmeer. Hij kreeg in 1910 ondersteuning van een locomobiel en werd in 1935 vervangen door een elektrisch gemaal. De molen werd daarna verplaatst naar De Ruiten.
De molen stond in de noordwesthoek van het waterschap en sloeg uit op een molenwijk die uitkwam in het Schildmeer. De zuidelijke punt van de polder werd apart onderbemalen. In het zuiden van het gebied doorsneed sinds 1908 het Veenkanaal de polder, zodat hier een onderleider nodig was. Een onderleider lag ook onder het Dwarskanaal. Veen- en Dwarskanaal waren beide zijtakken van de Haansvaart.
Waterstaatkundig gezien ligt het gebied sinds 2000 binnen dat van het waterschap Hunze en Aa's.